# 後藤圀彦
後藤 圀彦（ごとう くにひこ、1891年（明治24年）7月2日 - 1945年（昭和20年）10月27日）は、日本の実業家。京成電気軌道第二代取締役社長。今日の京成電鉄の礎を築く。

## 来歴・人物
大分県直入郡竹田町（現・竹田市）の後藤定彦の次男として生まれる。中学二年の時、中川伯の所有林で山火事を起こし、金5円を持って上京。
学生時代は新聞配達など苦学をし、1911年に法政大学政治学科を卒業。読売新聞社に職を奉じ、政治部長、経済部長となる。米国に渡り経済事情を調査し、帰朝後、中国へ視察に赴く。その後、松方正義や財界のまとめ役の男爵郷誠之助の知遇を得て、実業界に身を転じる。関東大震災前頃には、郷を囲う会として岩倉具光、河合良成とともに番町会を設立。
東洋製鉄会社、川崎銀行、国際信託、池上電気鉄道などを経て、当時経営が脆弱であった京成電気軌道（現・京成電鉄）の専務に38歳の時に就任、経営を立て直す。花川戸線(浅草延伸)の免許、京成上野線（本線）の建設、電気供給事業、分譲事業など経営の多角化、系列会社の育成に努め、今日の京成電鉄の基盤を築いた。
多角化の際、企業買収を多く行ったため、電鉄界の「両強盗」として東急の五島慶太と引き合いに出されたこともあった。また、花川戸線免許の際、疑獄事件に発展し、本多貞次郎と共に獄につながれたこともあった。この時、後の自由民主党創設に貢献した三木武吉も逮捕されている。
また、読売新聞の社長であった正力松太郎からの求めに応じ、1934年8月に谷津遊園に野球場を建設。後に読売ジャイアンツに発展することになる全日本選抜チームがこの球場でプレーした。
1942年、第21回衆議院議員総選挙（いわゆる翼賛選挙）に千葉1区から翼賛政治体制協議会推薦で立候補するも落選。
1943年、病気に倒れたが、病床につきながらも職務を執った。しかし、病には勝てず、復興を希求しつつも、1945年に死去。享年54。
墓所は、松戸市八柱霊園。